# Karl Richard Tschon
Karl Richard Tschon (* 9. Dezember 1923 in Teplitz-Schönau, Tschechoslowakei; † 28. Februar 1993 in München) war ein deutscher kaufmännischer Angestellter, später Komponist, seit 1945 freier Schriftsteller in München. 

## Leben
Tschon schrieb seit 1951 (Antrobus stirbt) mehr als 30 Hörspiele, hauptsächlich Krimis. 
Besonders in seinen mehrteiligen Kriminalstücken stellte Tschon sich in die Tradition der seinerzeit sehr erfolgreichen Arbeiten von Francis Durbridge. So schrieb die WAZ Essen 1971 zu seinem Dreiteiler PAT: „Dieser Krimi vereinigt alle Ingredienzen der englischen Gruselküche: geheimnisvolles Milieu, trockenen Witz, eine Anzahl Verdächtiger und einen rätselhaften Mord zu Beginn.“ 
Darüber hinaus bearbeitete Tschon anglo-amerikanische Stoffe für das Radio und konnte auch eine Reihe eigener Stoffe jeweils als Neubearbeitungen und Neuinszenierungen bei verschiedenen Sendern verwerten.
Die Grabstätte auf dem Waldfriedhof Obermenzing trägt die Bezeichnung 25-3-0142 (Gräberfeld - Reihe - Grabnummer).

## Werke

### Bücher
- 1955 An einem Tag im September, Ill. von F. W. Richter-Johnsen. Gütersloh, Rufer-Verlag, Leseheft 101
- 1955 Der Minister und die Kaninchen, Ill. von F. W. Richter-Johnsen. Gütersloh, Rufer-Verlag, Leseheft 110
- 1960 Kiefern hinter der Baracke. Erzählung, Gütersloh, S. Mohn, Das kleine Buch 131

### Hörspiele
- 1954 (nach Damon Runyon) Das Alibi, Regie: Fritz Benscher, BR, 33 Min (*)
- 1956 (nach Damon Runyon) Die Nacht mit John Ignatius, RB, 34 Min, Regie: Günter Siebert (*)
- 1958 So alt wie der Mord, BR, 50 Min, Regie: Helmut Brennicke (*)
- 1963 Der große Unbekannte, SR, 6 Teile, je 27 Min, Regie: Klaus Groth, Neufassung unter demselben Titel 1966 WDR, 3 Teile,  50,38,42 Min, Regie: Hermann Pfeiffer (*)
- 1965 Das zweite Motiv, Regie: Otto Kurth, WDR 1965, 133 Min, 3 Teile (#) (*)
- 1965 Claudia, BR. 58 Min, Regie: Walter Ohm (1972 als Zweiteiler bei RADIO DRS, Regie: Klaus W. Leonhard) (*)
- 1966 Feuer für eine Zigarette, Regie: Curt Goetz-Pflug, WDR 1966, 113 Min, 3 Teile (#)
- 1966 (nach Richard Sale) Lazarus Nr. 7, WDR, 3 Teile 47,49,50 Min, Regie: Hermann Pfeiffer (*)
- 1966 Der große Unbekannte, WDR, 3 Teile, 50,38, 42 Min, Regie: Hermann Pfeiffer (Remake der SR-Produktion von 1963) (*)
- 1967 Adamows Tod, RB, 53 Min, Regie: Günter Siebert(*)
- 1970 Nancy, Regie: Klaus Groth, SR, 40 Min  (#) (*)
- 1971 Rosenholz für Stradivari, Regie: Heinz-Günter Stamm, BR, 30 Min
- 1971 (nach Motiven von Thomas Walsh „Nightmare in Manhattan“) Manhattan Zentralbahnhof, RB, 40 Min, Regie: Günter Siebert (*)
- 1971 Pat, WDR, 3 Teile, je 50 Min, Regie: Otto Kurth (*)
- 1971 Rosenholz und Stradivari (Von Walter Netzsch nach Karl Richard Tschon) BR, 30 Min, Regie: Heinz-Günter Stamm (*)
- 1972 Der Mann im Eis, Regie: Edmund Steinberger, BR, 49 Min (#) (1977 neu als Fröhliche Weihnachten) (*)
- 1973 Ein Königreich für ein Herz, SDR, 38 Min, Regie: Andreas Weber-Schäfer (*)
- 1974 (nach Hansjörg Martin) Bei Westwind hört man keinen Schuß, BR, 58 Min, Regie: Edmund Steinberger (*) (#)
- 1974 Friedlicher Freitagnachmittag, WDR, 44 Min, Regie: Edward Rothe (*)
- 1976 Rumpelstilzchen oder vermißt wird Dr. Frohmund, Regie: Peter M. Preissler, BR ,59 Min (*) (#)
- 1977 Fröhliche Weihnachten, Regie: Peter M. Preissler, BR 1978, 156 Min, 3 Teile (Remake von 1972 Der Mann im Eis) (*)
- 1986 Die Mutter und der Kommissar, Regie: Hans Jürgen Ott, RB, 41 Min (#) (*)